# الغواصة الألمانية يو-858
الغواصة الألمانية يو-858 كانت غواصة من الفئة التاسعة (IXC/40) من اليو بوت بنتها ألمانيا النازية لبحريتها التي تسمى كريغسمارينه اثناء الحرب العالمية الثانية. تم طلب صناعتها في 5 يونيو 1941. و تم وضع العارضة في 11 ديسمبر 1942. وتم اطلاقها في 30 سبتمبر 1943. كان لديها قائد واحد على دورياتها الثلاث، وهو كابيتينلويتننت ثيلو بودي.